# Новосельское сельское поселение (Омская область)
Новосельское се́льское поселе́ние — муниципальное образование в Кормиловском районе Омской области Российской Федерации.
Административный центр — село Новоселье.

## История
Статус и границы сельского поселения установлены Законом Омской области от 30 июля 2004 года № 548-ОЗ «О границах и статусе муниципальных образований Омской области».

## Население
| 2010  | 2011  | 2012  | 2013  | 2014  | 2015  | 2016  |
| ----- | ----- | ----- | ----- | ----- | ----- | ----- |
| 1243  | ↗1244 | ↘1231 | ↘1215 | ↗1229 | ↗1235 | ↗1240 |
| 2017  | 2018  | 2019  | 2020  | 2021  | 2023  |       |
| ↘1236 | ↗1246 | ↘1243 | ↘1229 | ↘1069 | ↘1044 |       |

## Состав сельского поселения
| № | Населённый пункт | Тип населённого пункта       | Население |
| - | ---------------- | ---------------------------- | --------- |
| 1 | 1-я Фоминовка    | деревня                      | 160       |
| 2 | Веселый Привал   | деревня                      | 395       |
| 3 | Новая Ивановка   | деревня                      | 8         |
| 4 | Новоселье        | село, административный центр | 680       |